# Coleophora exlentii
Coleophora exlentii is een vlinder uit de familie kokermotten (Coleophoridae). De wetenschappelijke naam is voor het eerst geldig gepubliceerd in 2005 door Anikin.
De soort komt voor in Europa.